# Peristylium

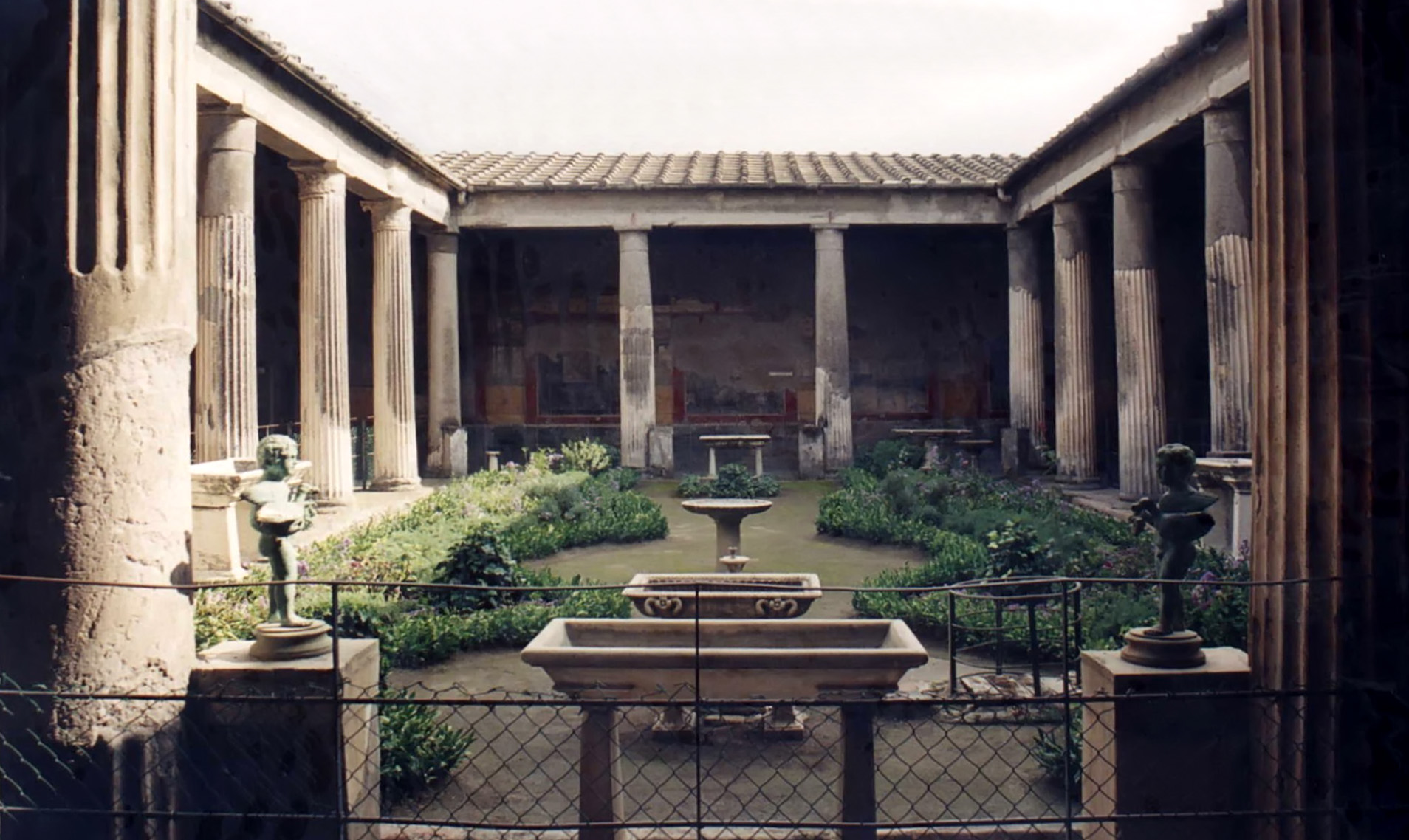
Peristilium in het huis van de Vettii in Pompeï.

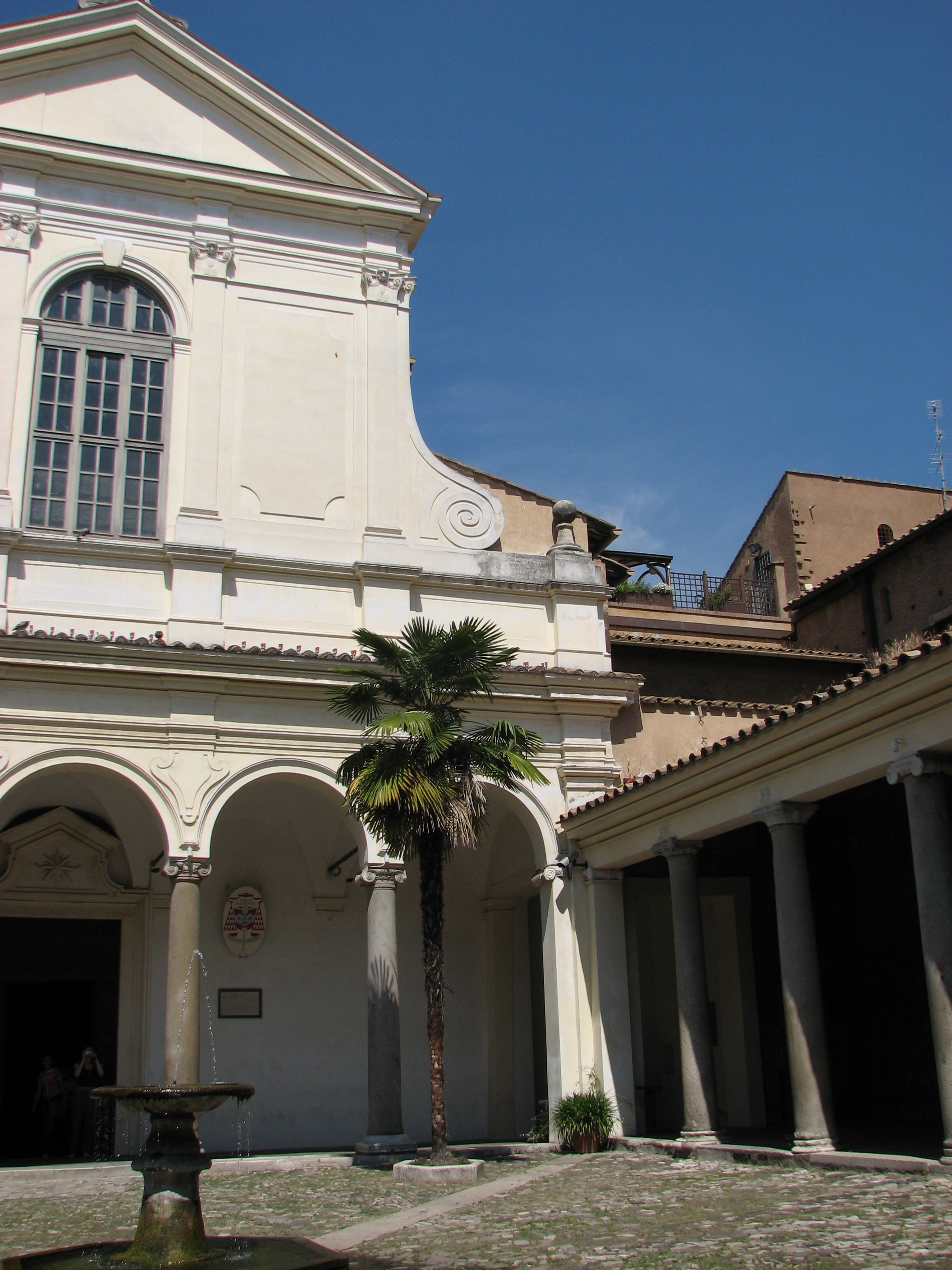
Peristilium van de San Clemente te Rome.

Een peristylium of peristyle hof is een door zuilengalerijen omgeven niet-overdekte ruimte in of bij een gebouw. Het woord komt van het Griekse peristylos (περίστυλος): ‘met een zuilengang omgeven’, ‘omzuild’ [στῦλος stylos = zuil' of 'pilaar']. Men gebruikt ook wel de uit het Latijn afgeleide naam quadriporticus (lett. 'met 4 zuilengangen').
In het oude Griekenland kwamen peristylia bijvoorbeeld voor in de palaistra van het gymnasion. In de huizenbouw werd het in Griekenland in de Hellenistische tijd toegepast als centrale binnenplaats. Via Campanië, waar onder andere in Pompeï en Herculaneum veel peristyliumhuizen zijn gevonden, kwam het naar Italië. 
In de Romeinse domus werd het peristylium doorgaans achter het atrium aangelegd. Het had meestal de functie van een binnentuin, omgeven door schaduwrijke overdekte zuilengangen. Het kon versierd zijn met onder andere fonteinen en muurschilderingen. Soms lag er ook een zomertriclinium aan, waar in de zomer buiten gegeten kon worden.
Bij oud-christelijke basilieken kwam het peristylium voor als de zuilengang rondom de voorhof (‘atrium’ genoemd) die men betrad alvorens de kerk zelf binnen te gaan. Zo’n peristylium is bijvoorbeeld nog bewaard bij de San Clemente in Rome.